# Finn Kalviks beste
Finn Kalviks beste är ett samlingsalbum med Finn Kalvik från 1978 lanserad av skivbolaget NorDisc. Albumet återutgavs 1980 under namnet Finns beste.

## Låtlista
1. "Ride ranke" ("Cat's in the Cradle" – Harry Chapin/Finn Kalvik, från singeln "Ride ranke"/"Den lille tinnsoldaten") – 3:41
2. "En tur rundt i byen" ("Streets of London" – Ralph McTell/Finn Kalvik, från Tusenfryd og grå hverdag) – 4:29
3. "Feriebrev" (Finn Kalvik, från singeln "Feriebrev"/"Elva") – 2:44
4. "Sangen til deg" ("Your Song" – Bernie Taupin/Elton John/Finn Kalvik, från Fyll mine seil) – 3:27
5. "Måken" (André Bjerke/Finn Kalvik, från Tusenfryd og grå hverdag) – 2:16
6. "Lære for livet" (Finn Kalvik, från Nederst mot himmelen) – 3:53
7. "Finne meg sjæl" (Finn Kalvik, från singeln "Finne meg sjæl"/"En drømmers verden") – 2:29
8. "Lillesøster" (Finn Kalvik/Haakon Graf, från Nederst mot himmelen) – 3:52
9. "Fyll mine seil" (Finn Kalvik, från Fyll mine seil) – 3:57
10. "Elva" ("The River" – John Martyn/Finn Kalvik, från Nøkkelen ligger under matta) – 2:38
11. "Samfunnshus blues" (Finn Kalvik, från finn:) – 3:03
12. "Skumring" (Inger Hagerup/Fin Kalvik, från finn:) – 1:46
13. "Kvelden lister seg på tå" (Inger Hagerup/Finn Kalvik, från Nøkkelen ligger under matta) – 2:41